# ジャン＝ルイ・ヴィーニュ
ジャン＝ルイ・ヴィーニュ（フランス語: Jean-Louis Vignes, 1780年4月9日 – 1862年1月17日）は、フランス・ジロンド県出身、メキシコ領時代のアルタ・カリフォルニアに移住した実業家・農家。カリフォルニアに初めてヨーロッパブドウを持ち込んで植えた人物のひとりであり、カリフォルニアで初めて商業的なワイン生産を行った人物である。メキシコ人にはドン・ルイス・デル・アリソ(スペイン語: Don Luis del Aliso)と呼ばれた。Alisoはスペイン語でハンノキを表し、「ハンノキのルイの旦那」と言う意味である。
1827年にフランスから太平洋のサンドウィッチ諸島（ハワイ諸島）に移住したが、ホノルルでの事業が失敗した後にハワイを離れ、1831年に北アメリカ大陸のカリフォルニアに渡った。1850年時点でヴィーニュはカリフォルニア最大のワイン生産者だった。ヴィーニュのカリフォルニア州の歴史やワイン産業への貢献を称え、今日のロサンゼルスにはヴィーニュ通りとアリソ通りがある。

## 生涯

### フランス時代
1780年4月9日、ジロンド県ボルドー近くのBéguey村に生まれ、2人の兄弟、2人の姉妹とともに育った。ヴィーニュ家は職人の家であり、地元のワイン業界で使用されるオーク樽を製作した。ヴィーニュは公務員となり、1802年2月10日には結婚。1816年12月30日には、ワインセラー、作業場、葡萄畑、3.2エーカーの土地がある家に移り住んだ。1820年には20,000フランを超える借金が家計を圧迫し、所有する資産は差し押さえられた。

### ハワイ時代
サンドウィッチ諸島（ハワイ諸島）に向かうために取得したパスポートには、彼の身長が約173センチ（5フィート8インチ）だったこと、茶色の髪と茶色の瞳、大きな鼻と丸いあごを持つ楕円形の顔だったことなどが記されている。1826年11月17日に商業船のComète号に乗り込み、アルゼンチン、チリ、ペルー、メキシコなどの港を経由して、1827年7月6日にサンドウィッチ諸島オアフ島のホノルルに上陸した。なお、1802年にフランスで結婚した妻は生涯フランスを離れず、1842年にBéguey村で死去している。
ホノルル近郊でサトウキビやブドウなどを栽培、七面鳥やウシなどを飼育し、1828年10月にはオアフ島にあるラム酒蒸留所の監督官に雇われた。しかし、ラム酒の製造販売は当地の牧師によく思われず、1829年12月には蒸留所が閉鎖されてサトウキビのプランテーションが破壊された。1830年にはオアフ島を出港し、1831年6月26日にアルタ・カリフォルニアのモントレーに上陸した。

### カリフォルニア時代
1831年にロサンゼルスに到着し、旧集落とロサンゼルス川の間にある104エーカーの土地を購入。ブドウの樹を植えてワイン生産の準備を開始した。当時のカリフォルニアに植えられていたのは18世紀末にもたらされたミッション種であり、ミッション種はよく育つことや収量の多さで知られていたが、ミッション種のワインの質に不満を持っていたヴィーニュは、ボルドーからカベルネ・フラン種とソーヴィニヨン・ブラン種を輸入することを決定した。ヴィーニュはカリフォルニアでブドウの優等品種を育てた初の栽培者であり、カリフォルニアでワインを熟成させた初の醸造家である。当時はワインを発酵させた後すぐに飲むのが一般的だったのである。ヴィーニュによる初ヴィンテージの年は不明だが、1837年以前であると考えられている。樽用の木材はサン・ベルナルディーノ山脈に有していた私有地から調達した。
1840年にはカリフォルニアで初めてワインを船積みした。当時のロサンゼルスのワイン市場は小さすぎたため、北カリフォルニアのモンスーンに向けて出荷した。1842年までには南カリフォルニアのサンタバーバラ、中部カリフォルニアのモントレー、北カリフォルニアのサンフランシスコに向けて出荷しており、1849年までにはカリフォルニアでもっとも広いブドウ畑の所有者となっている。ヴィーニュが所有するブドウ畑には40,000本以上の樹が植えられており、年間に150,000本または1,000樽のワインを生産していた。
カリフォルニアの著名人では、ウィリアム・シャーマン将軍、実業家のトーマス・O・ラーキン、サンディエゴの建設を支援した商人のウィリアム・ヒース・デイビス、トーマス・ケイツビー・ジョーンズ海軍大将などと親交があった。ヴィーニュのワインはカリフォルニア中で飲まれ、ワシントンDCのアメリカ合衆国第10代ジョン・タイラー大統領やフランスにも送られた。
1834年にはロサンゼルスで初めてオレンジを植えた農家となった。1851年には2つのオレンジの果樹園が年間に5,000箱から6,000箱のオレンジを生産すると書いている。ヴィーニュはまた、400本のモモ、アプリコット、ナシ、リンゴ、イチジク、クルミも栽培した。
1855年に第一線から退き、農地を2人の甥に40,000ドルで譲ったが、これは当時のカリフォルニアでもっとも高額な不動産取引だった。引退後も病院設立の資金調達に貢献し、またロサンゼルス初の公立学校の設立にも貢献した。1862年1月17日、82歳の時にロサンゼルスで死去した。